# Goldbach (Aschafemburgo)
Goldbach é um município da Alemanha, localizado no distrito Aschafemburgo, no estado de Baviera.